# 西西弗斯冷却

西西弗斯冷却原理示意图：原子在依赖其内部状态的空间周期性势阱（不同颜色曲线代表不同基态子能级的势能）中运动。原子沿一个势能“山坡”向上运动损失动能，随后通过光抽运（激发再自发辐射）跃迁到势能较低的基态，损失势能。此循环过程导致原子被冷却。

在冷原子物理中，西西弗斯冷却（英語：Sisyphus cooling）、西西弗斯效应（Sisyphus effect）或偏振梯度冷却、极化梯度冷却（polarization gradient cooling）涉及使用特殊配置的激光，从不同方向照射原子，在冷却原子的同时将其有效“减速”。该方法利用空间变化的原子能级光频移和光抽运过程，使原子在运动中不断损失能量，如同将原子推上一个势能“山坡”后使其落入能量更低的“山谷”。它是激光冷却的一种亚多普勒冷却技术，用于达到低于多普勒冷却极限的温度。
这种冷却方法最早由克洛德·科恩-塔诺季于1989年理论提出，其动机源于早期观察到钠原子在光学黏团中被冷却到多普勒极限以下的实验。科昂-塔诺季因其在发展激光冷却和俘获原子方法（包括对西西弗斯冷却等亚多普勒冷却机制的理解）方面的工作，与朱棣文 (Steven Chu) 和威廉·菲利普斯 (William D. Phillips) 共同分享了1997年的诺贝尔物理学奖。该技术以希腊神话人物西西弗斯命名，他被判处永恒的惩罚，必须将一块巨石推上山顶，而每次接近山顶时，石头都会滚回山下。

## 方法
西西弗斯冷却可以通过将两束具有正交偏振的相向传播激光束照射到原子样品上实现。原子在空间变化的势能景观中运动，当它逆着势能梯度移动（“爬坡”）时损失动能。随后，通过光抽运过程，原子被转移到势能更低的内部状态，并通过自发辐射损失势能。这个循环不断重复，导致原子的总能量降低。此部分对西西弗斯冷却的描述主要基于Foot的著作。

### 西西弗斯冷却原理
两束具有正交线偏振且相向传播的激光束干涉，会产生一个总光强均匀，但偏振态在空间上周期性变化的“偏振梯度”场。其偏振态沿着传播方向（设为 {\displaystyle z} 轴）在左旋圆偏振 ({\displaystyle \sigma -})、线偏振和右旋圆偏振 ({\displaystyle \sigma +}) 之间以 {\displaystyle \lambda /2} 的空间周期变化，其中 {\displaystyle \lambda } 是激光波长。
此冷却方法通常使用红失谐（red-detuned, {\displaystyle \delta <0}）激光，即激光频率 {\displaystyle \omega _{L}} 略低于原子的共振跃迁频率 {\displaystyle \omega _{0}} ({\displaystyle \delta =\omega _{L}-\omega _{0}<0})。在这种情况下，激光与原子的相互作用会导致原子基态的能级发生光频移（AC Stark shift），能级被向下移动。移动的量值取决于原子的内部状态（例如不同的塞曼子能级 {\displaystyle M_{J}}）以及该处的激光强度和偏振。由于偏振在空间上变化，不同 {\displaystyle M_{J}} 态的原子会感受到不同的空间依赖势能 {\displaystyle U_{M_{J}}(z)}。
例如，考虑一个基态角动量 {\displaystyle J=1/2}、激发态角动量 {\displaystyle J'=3/2} 的原子。基态有两个塞曼子能级：
{\displaystyle M_{J}=-1/2,+1/2}
激发态有四个塞曼子能级：
{\displaystyle M_{J'}=-3/2,-1/2,+1/2,+3/2}
在红失谐偏振梯度光场中，原本简并的基态 {\displaystyle M_{J}=\pm 1/2} 能级会发生不同的光位移，形成如图所示的周期性势能曲线。在 {\displaystyle \sigma +} 偏振光强的极大值处，{\displaystyle M_{J}=+1/2} 态的能量（势能）最低，而 {\displaystyle M_{J}=-1/2} 态的能量最高。在 {\displaystyle \sigma -} 偏振光强的极大值处，情况则相反，{\displaystyle M_{J}=-1/2} 态能量最低，{\displaystyle M_{J}=+1/2} 态能量最高。

### 典型光抽运方案
为了产生冷却效应，必须有能量的耗散，这通过光抽运（吸收-自发辐射循环）实现。
考虑一个处于基态 {\displaystyle M_{J}=+1/2} 的原子，位于 {\displaystyle z=0} 附近（例如 {\displaystyle \sigma +} 光区域），并以 {\displaystyle +z} 方向的速度运动。
1. 爬坡与动能损失: 原子向 {\displaystyle z} 轴正方向运动，进入 {\displaystyle \sigma -} 光主导的区域。在此过程中，它沿着 {\displaystyle M_{J}=+1/2} 态对应的势能曲线“向上爬坡”（向该状态的势能极大值移动），其动能转化为势能而减小。
2. 光抽运与势能损失: 当原子接近 {\displaystyle M_{J}=+1/2} 态的势能峰顶时（此处 {\displaystyle M_{J}=+1/2} 态能量相对较高，而 {\displaystyle M_{J}=-1/2} 态能量较低），它与具有 {\displaystyle \sigma -} 偏振的光子相互作用的概率增大。原子吸收一个 {\displaystyle \sigma -} 光子，根据选择定则 ({\displaystyle \Delta M=-1}) 被激发到 {\displaystyle M_{J'}=-1/2} 激发态。
3. 自发辐射: 随后，原子从激发态 {\displaystyle M_{J'}=-1/2} 自发辐射一个光子，弛豫回基态。自发辐射的方向和偏振是随机的，但原子有显著概率衰变到能量更低的基态子能级，在此处即为 {\displaystyle M_{J}=-1/2} 态。
4. 进入新循环: 此时，原子处于 {\displaystyle M_{J}=-1/2} 态，其在该位置的势能远低于之前 {\displaystyle M_{J}=+1/2} 态的势能峰值。原子损失的势能差 {\displaystyle U_{0}=U_{M_{J}=+1/2}(z)-U_{M_{J}=-1/2}(z)} 大约等于两个基态子能级之间的光位移差，量级约为 {\displaystyle U_{0}\approx {\frac {\hbar \Omega ^{2}}{4|\delta |}}}（其中 {\displaystyle \Omega } 是拉比频率，{\displaystyle \delta } 是失谐量）。这部分能量通过发射的光子带走。原子继续向 {\displaystyle +z} 方向运动，现在它处于 {\displaystyle M_{J}=-1/2} 态，将开始爬 {\displaystyle M_{J}=-1/2} 态的势能坡（朝向 {\displaystyle \sigma +} 光区域）。当它到达 {\displaystyle M_{J}=-1/2} 的势能峰顶时（此处 {\displaystyle M_{J}=+1/2} 态能量较低），会被 {\displaystyle \sigma +} 光抽运回 {\displaystyle M_{J}=+1/2} 态，再次损失势能。

此循环重复进行：原子首先克服势垒向上运动，将动能转化为势能；随后通过光抽运过程，原子跃迁到势能更低的基态，该势能差 {\displaystyle U_{0}} 通过自发辐射的光子被耗散掉。这两个过程（动能损失和势能耗散）共同导致原子的总能量降低，从而实现冷却。

## 冷却极限
西西弗斯冷却的理论下限是由单个光子动量传递给原子造成的反冲温度 {\displaystyle T_{r}}。原子每次自发辐射光子时，会受到一个反冲动量，这限制了冷却的最低温度。这个极限由下式给出：
{\displaystyle k_{B}T_{r}={\frac {\hbar ^{2}k^{2}}{M}}={\frac {h^{2}}{M\lambda ^{2}}}}
（{\displaystyle k_{B}} 为玻尔兹曼常数，{\displaystyle h} 为普朗克常数，{\displaystyle M} 为原子质量，{\displaystyle \lambda } 为光波长，{\displaystyle k=2\pi /\lambda } 为光波矢大小）。
然而，实际应用中，由于该冷却方案对外部微弱磁场（会破坏塞曼子能级的简并性或混合不同子能级）和激光参数（如强度、失谐、偏振纯度）的波动非常敏感，以及存在多光子散射等效应，最终达到的温度通常是反冲极限的几倍到几十倍。尽管如此，原子通常能被冷却到 {\displaystyle \mu {\text{K}}}（微开尔文）量级的温度，远低于典型的多普勒极限 {\displaystyle T_{D}\approx 250\,\mu {\text{K}}} （对于钠原子）。